# Aranypengék
AranyPengék – könyv a 2018-as téli olimpián aranyérmet szerzett férfi gyorskorcsolya váltóról.

## A könyv témája
2018. február 22-én négy magyar fiatalember sporttörténelmet írt. Liu Shaolin Sándor, Liu Shaoang, Burján Csaba, Knoch Viktor, vagyis a magyar gyorskorcsolya (short track) férfiváltó a Pjongcsangban megszerezte Magyarország első téli olimpiai győzelmét!
Az AranyPengék című könyv a sportolókról, az olimpiai cím megszerzésének körülményeiről, valamint egy sportág felemelkedéséről szól. Kovács Erika, Radványi Benedek szerzők, valamint Harle Tamás szerkesztő 304 oldalas könyve izgalmas riportkötet, dokumentumregény és interjúkötet is egyben, amelynek lapjain a főhősök bőrébe bújva élheti át az olvasó a történelmi olimpiai sikert. 
Aki látta, sosem felejti el: egy krimi izgalmával ért fel a döntő futam.
Mi történt? Hogy történt? Milyen zene dübörgött az öltözőben? Kinek a derekába állt bele a penge? Milyen merényletet követtek el ellenünk a kínaiak? Dráma, lökdösődés, kiesés, világcsúcs.

## A könyv felépítése
A szerzők 1984-ben indítják a történetet, és innen először évtizedes lépésekben, később évről évre, majd az olimpia közeledtével már napról napra követhetjük az eseményeket. Különlegesség a Körről körre című fejezet, amelyben az olvasó szinte másodpercről másodpercre átélheti a döntő izgalmát. A versenyzők és az edzők kommentárjainak segítségével mintha lassított felvétel peregne az olvasók szeme előtt.  
A kötet interjúkkal zárul, itt megszólalnak a sportolók, az edzők, valamint a sportághoz kötődő szakemberek.

## A könyv tartalma
A könyvet egy színes képmelléklet vezeti be, majd Harle Tamás szerkesztő-kiadó és Schulek Csaba, a Magyar Országos Korcsolyázó Szövetség ügyvezető igazgatójának előszava következik. 
A Háborúra készen című bevezetőben az olvasó a 2018-as téli olimpia helyszínén, a rövidpályás gyorskorcsolya-versenyeknek helyet adó kangnungi jégcsarnok öltözőjében érezheti magát.

### 1. Fejezet: Évről évre
Sportágtörténeti áttekintés a short track magyarországi hőskorától egészen a 2018-as téli olimpiáig. Felelevenednek a sportág kezdeti zord körülményei sok-sok személyes visszaemlékezéssel. Ebben a részben kiderül, hogy a kemény körülmények ellenére is a sportág hazai legjobbjai egy idő után egyre inkább megközelítették a nemzetközi szintet, majd a kétezres évek után egyre másra érkeztek az egykor elérhetetlennek tűnő sikerek.
Ugyancsak ebben a részben olvasható, hogy a 2018-ban olimpiai bajnokságot nyert négy fiatalember mikor, milyen körülmények között került a jég közelébe. Hogyan jutottak az alig tízéves Liu-fivérek Kínába, ahol az első pillanattól kezdve az a Csang Csing edzette őket, aki jelenleg az edzői stáb irányítójaként az olimpián is sikerre vezette a váltót.
A fejezetet eredménylisták egészítik ki, amelyeken nyomon követhetők a magyar short track sport kiemelkedő nemzetközi eredményei. Néhány alcím a fejezetből: Cipőfűző tartotta a buszüveget; Négy lábfej a börtönben; Színre lépnek, majd lelépnek a Liu fivérek; Eszméletlen Eb-arany; Kínai „merénylet”; Olimpiára fel!

### 2. Fejezet: Napról napra
Napról napra, egészen a döntő napjáig tart ebben a fejezetben a visszaszámlálás, amely során megismerjük a pjongcsangi körülményeket, a sportolók kinti életének részleteit és a 2018. február 10-én kezdődött téli olimpia gyorskorcsolya-versenyeit. Néhány alcím a fejezetből: Irány Pjongcsang!; Elúszott az első érem; Hű. mi lesz itt?!; A legfontosabb futam; Döntős a magyar váltó; Pokolba a szabályokkal!; Világcsúcson belül a magyar lányok

### 3. Fejezet: Óráról órára
A váltódöntő napján a versenyjégen történtekről szóló fejezet, melynek végén visszaérünk az öltözőbe, ahol indult a történet. Kiderül, melyek voltak az edzők utolsó szavai, amelyekkel a váltó tagjait a verseny előtt ellátták.

### 4. Fejezet: Percről percre
A fejezet alcíme: Az aranyfutam – a főszereplők szemével. Körről körre, másodpercről másodpercre követhetjük az eseményeket, miközben folyamatosan látható, hogy a verseny adott pillanatában hanyadik helyen állt a magyar váltó. A versenyt a két edző, Csang Csing és Bánhidi Ákos is kommentálják. Mit terveztek, ebből mi valósult meg, és hogy milyen gondolatok játszódtak le a fejükben az 5000 méteres táv alatt. A döntő kulcsjeleneteiről teljes részletességgel beszélnek a főszereplők.
Ezt követi egy 24 oldalas színes képmelléklet, amely a pjongcsangi versenyeket eleveníti fel, és a négy olimpiai bajnok gyermekkorából, versenyzői korszakaiból is bemutat felvételeket.

### 5. Fejezet: A döntő után
A győzelem pillanatától a budapesti ünneplésig. A történeti részt a pjongcsangi téli olimpia short track versenyeinek teljes eredménylistája, és a négy magyar olimpiai bajnok pályafutásának legkiemelkedőbb eredménylistája zárja.

### 6. Fejezet: Interjúk

#### Hat nagyinterjú a négy olimpiai bajnokkal és a két szövetségi edzővel
- El akarok hízni és a tengerparton feküdni – Liu Shaolin Sándor
- Ez maga a csoda! – Knoch Viktor
- Basszus, csak ne most haljak meg! – Burján Csaba
- Pókerarc a csapatban – Liu Shaoang
- Nem hagyhatod el Magyarországot! – Csang Csing
- Sohasem voltam megalkuvó – Bánhidi Ákos

#### Öt háttérinterjú
- Nyílt lapokkal – Oláh Bence, az olimpián a short track csapat tartalékja
- Mindent hazahozott – Jászapáti Petra, az olimpián a női csapat legeredményesebb tagja
- Méri az ívet – Knoch Balázs, a short track válogatott technikusa, Knoch Viktor bátyja
- A győzelem magyar hangja – Vásárhelyi Tamás, aki az olimpiai döntőt közvetítette
- Ha Kósa van, minden van? – Kósa Lajos, a Magyar Országos Korcsolyázó Szövetség elnöke

### Radványi Benedek által írt fejezetek
- Háborúra készen
- Évről évre
- Percről percre
- Az interjúk közül: Liu Shaolin Sándor, Burján Csaba, Csang Csing, Vásárhelyi Tamás

### Kovács Erika által írt fejezetek
- Napról napra
- Óráról órára
- A döntő után
- valamint közreműködés az Évről évre fejezetben
- Az interjúk közül: Knoch Viktor, Liu Shaoang, Bánhidi Ákos

A Kósa Lajos-interjút Harle Tamás készítette.

### Eredménylisták
- 33. oldal: A magyar rövidpályás gyorskorcsolyázók kiemelkedő eredményei 1996 és 2006 között
- 42–43. oldal: A magyar rövidpályás gyorskorcsolyázók kiemelkedő eredményei 2007 és 2014 között
- 48–49. oldal: A négy olimpiai bajnokunk kiemelkedő egyéni eredményei a legutóbbi olimpiai ciklusban
- 53. oldal: A magyar férfiváltó eredménylistája a legutóbbi olimpiai ciklusban
- 175. oldal: A XXIII. téli olimpiai játékok eredménylistája
- 176–177. oldal: Az aranyérmes magyar csapat tagjainak adatlapja